# Сільська елегія (роман)
«Сільська елегія: Мемуари про сім'ю та культуру в стані кризи», також «Гілбільська елегія. Спогади про родину та культуру в стані кризи» (англ. Hillbilly Elegy: A Memoir of a Family and Culture in Crisis) — мемуари обраного віце-президента США Джей Ді Венса 2016 року про аппалачські цінності його сім'ї з Кентуккі та соціально-економічні проблеми рідного міста Міддлтаун у штаті Огайо, куди батьки його матері переїхали, коли були молодими. У романі досліджується життя американських «гілбілі» (найближче за значенням слово «селюки», яким позначають, зазвичай зневажливо, людей робітничого класу із шотландсько-ірландським корінням, які мешкають у гірських районах США, в першу чергу в горах Аппалачі та на плато Озарк). Роман був адаптований у фільмі 2020 року «Сільська елегія» режисера Рона Говарда з Гленн Клоуз та Емі Адамс у головних ролях.

## Сюжет
У спогадах Венс розповідає про своє виховання та сімейне оточення в Міддлтауні (штат Огайо), куди його мати з родиною переїхала після Другої світової війни з округу Бретітт (штат Кентуккі).
Венс стверджує, що їхнє Аппалачське суспільство цінує такі риси, як лояльність і любов до батьківщини, незважаючи на насильство в сім'ї та словесні образи. Венс розповідає про алкоголізм своїх дідуся та бабусі, а також про історію наркозалежності та невдалих стосунків своєї матері. Бабуся і дідусь Венса помирилися і стали його опікунами. Сувора, але любляча бабуся підштовхнула Венса, до отримання освіти в Університеті штату Огайо, згодом Венс отримав ступінь доктора права в Єльській юридичній школі.
У своїй особистій історії Венс піднімає питання про відповідальність своєї сім'ї та місцевих жителів за їхні нещастя. Венс припускає, що культура «гілбілі» сприяє соціальній дезінтеграції та економічній незахищеності в Аппалачії. Він посилається на особистий досвід: працюючи касиром у продуктовому магазині, Венс бачив, як одержувачі соціальної допомоги розмовляють по мобільних телефонах, але сам не міг собі такого дозволити.
Антипатія Венса до тих, хто, здавалося, отримував вигоду від неправильної поведінки (загалом пасивної та споживацької), поки він боровся, подається як обґрунтування політичного повороту Аппалачів від голосування за демократів до сильної прихильності до республіканців. Венс розповідає історії, що підкреслюють відсутність трудової етики у місцевих жителів, зокрема історію чоловіка, який звільнився з роботи через незадоволення своїм робочим часом, а також про колегу з вагітною дівчиною, який прогулював роботу без поважних причин.

## Публікація
У липні 2016 року «Сільська елегія» стала популярною завдяки інтерв'ю Венса для The American Conservative, яке на короткий час вивело сайт з ладу, через величезний попит на перегляд. У середині серпня Нью-Йорк таймс написала, що з моменту публікації інтерв'ю книга залишається в десятці найкращих бестселерів Amazon.
Видавець HarperCollins є дочірньою компанією News Corp.
Венс назвав свою професорку контрактного права Єльського університету Емі Чуа «хрещеною матір'ю» книги, оскільки саме вона переконала його написати мемуари.

## Сприйняття

### Критичні відгуки
Книга очолила список бестселерів «Нью-Йорк таймс» у серпні 2016 року та січні 2017 року.

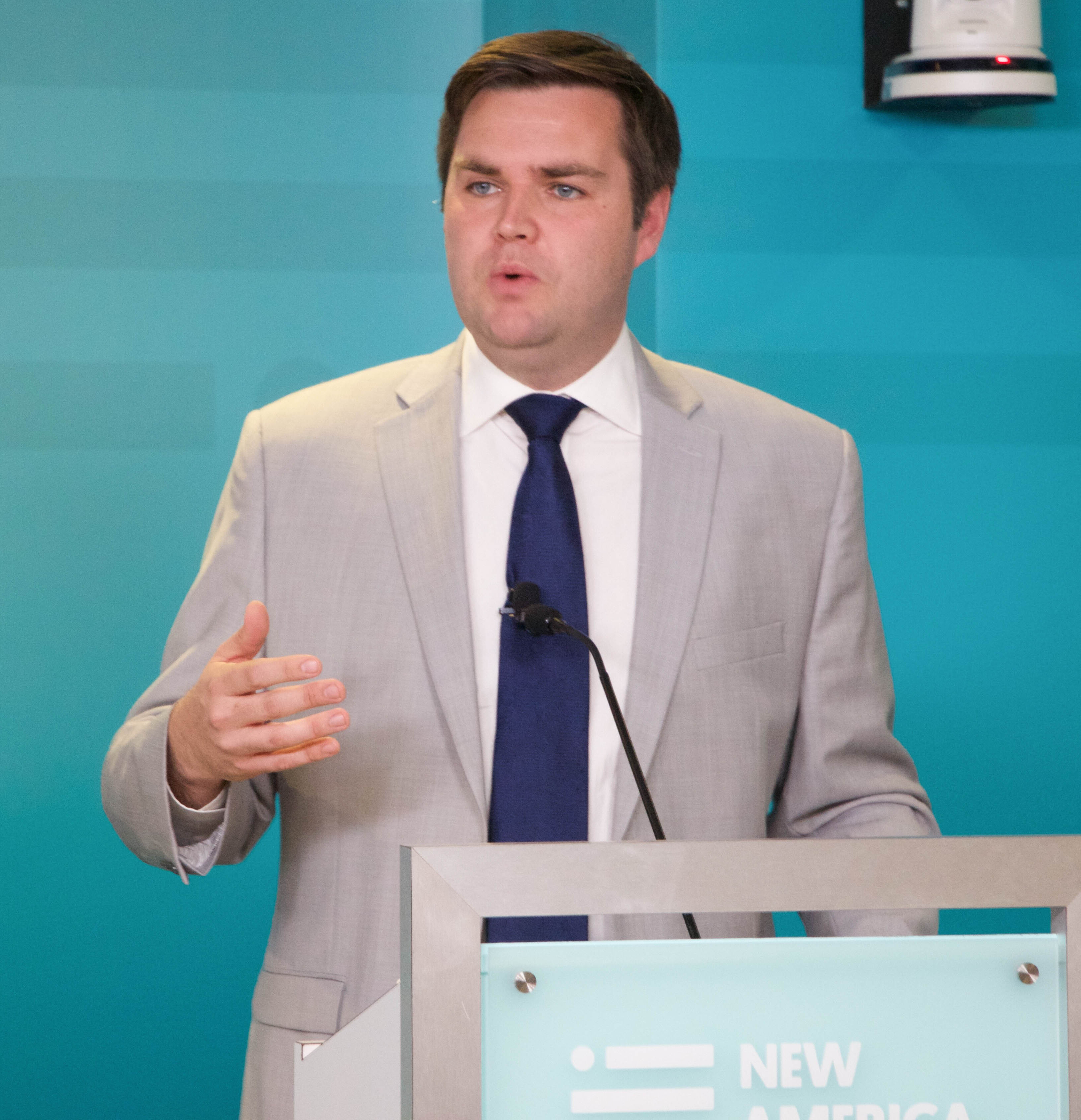
У 2017 році Венс обговорював свої мемуари на заході про дитячу бідність.

У позитивній рецензії в Нью-Йорк таймс Дженніфер Сеньйор написала, що протистояння Венса соціальним табу викликає захоплення, незалежно від того, чи погоджується читач з його висновками. Вона описала книгу як «співчутливий, проникливий соціологічний аналіз білого нижчого класу, який допоміг просунути політику бунту, зокрема, прихід до влади Дональда Трампа». Сеньйор писала, що предметом дослідження Венса є відчай, а його аргументи були більш ніж щедрі, оскільки він звинувачує фаталізм і навчену безпорадність, а не лінь.
У звіті Інституту Брукінгса за 2017 рік зазначалося, що «Гілбільська елегія» Дж. Д. Венса стала національним бестселером завдяки своєму грубому, емоційному портрету дорослішання в бідній сільській громаді, що пронизана наркоманією та нестабільністю, і, врешті-решт, виходу з неї. Історія Венса неодноразово підтверджує висновок звіту про те, що стабільність сім'ї є необхідною умовою для висхідної мобільності.
В інтерв'ю Süddeutsche Zeitung у липні 2023 року канцлер Німеччини Олаф Шольц назвав книгу «дуже зворушливою особистою історією про те, як молода людина з поганими стартовими умовами пробиває собі шлях». Шольц сказав, що книга зворушила його до сліз, але позиції, які пізніше зайняв Венс, він вважає «трагічними».
Книга була позитивно сприйнята такими консерваторами, як оглядач National Review Мона Чарен та редактор National Review і оглядач Slate Рейхан Салам. Американський консервативний оглядач і блогер Род Дрехер висловив захоплення «Сільською елегією», зазначивши, що Венс «робить висновки… які можуть бути важкими для деяких людей. Але Венс заслужив право на такі судження. Це було його життя. Він говорить з авторитетом, який було здобуто надзвичайно важко». Наступного місяця Дрегер опублікував свої теорії про те, чому лібералам сподобалася книга. Колумніст Нью-Йорк пост і редактор Commentary Джон Подгорець назвав книгу однією з найпровокаційніших за рік.
Однак інші журналісти критикували Венса за надмірне узагальнення його особистого виховання в передмісті Огайо. Джаред Йейтс Секстон з Salon критикував Венса за його «руйнівну риторику» і за підтримку політики, спрямованої на «викорінення бідних». Він стверджує, що Венс «повністю ігнорує роль расизму в опозиції білого робітничого класу до президента Обами». Сара Джонс з The New Republic висміяла Венса як «фальшивого пророка Блакитної Америки», відкинувши його як «недосконалий путівник по цьому світу», а його книгу — як «список міфів про королев добробуту, перепакований як підручник про білий робітничий клас».
Історик Боб Хаттон писав у Jacobin, що аргументація Венса спирається на циклічну логіку та євгеніку, ігнорує існуючі дослідження про бідність в Аппалачії і є «насамперед твором самопохвалення». Сара Смарш з Ґардіан зазначила, що «більшість пригноблених білих не є консервативними чоловіками-протестантами з Аппалачії», і поставила під сумнів узагальнення Венса щодо білого робітничого класу, що випливають з його особистого виховання.
Книга викликала відповідь у вигляді антології Appalachian Reckoning: A Region Responds to Hillbilly Elegy під редакцією Ентоні Харкінса та Мередіт МакКерролл. Есеї, що увійшли до збірки, критикують Венса за широкі узагальнення та відтворення міфів про бідність.

### Зв'язок з Дональдом Трампом
Ключовою причиною широкої популярності «Сільської елегії» після її публікації у 2016 році стала її роль у поясненні підйому Дональда Трампа на вершину Республіканської партії. Зокрема, вона нібито пояснює, чому білі виборці з робітничого класу зацікавилися Трампом як політичним лідером. Сам Венс прокоментував, що його книга дає уявлення про те, чому виборець з демографічної групи «гілбілі» підтримує Трампа.
Хоча він не згадує Трампа в книзі, Венс відкрито критикував тодішнього кандидата в президенти, обговорюючи свої мемуари в інтерв'ю 2016 року після виходу книги. Венс взяв ці коментарі назад, коли приєднався до перегонів до Сенату США в Огайо у 2022 році, а пізніше відкрито підтримав Трампа. У липні 2024 року Трамп обрав Венса своїм напарником у списку республіканців президентських виборах у США 2024 року.

### Оновлена увага
Напередодні виборів президента загострилась політична боротьба і у липні 2024 року в Твіттер з'явився широко поширений пост фанатів демократичної партії, в якому неправдиво стверджувалося, що в одному з уривків «Сільської елегії» Венс мав статевий акт з гумовою рукавичкою, закріпленою між подушками на дивані. Незважаючи на те, що ця подія насправді не з'являється в мемуарах, вона швидко стала інтернет-мемом і предметом насмішок над Венсом.
Після того, як у 2024 році Венса оголосили віце-спікером Трампа, продажі книги та кількість переглядів фільму на Netflix різко зросли. За даними Freedom House у липні 2024 року, книга була піддана цензурі в Китаї в WeChat.
Після того, як у 2024 році Венс був оголошений напарником Трампа, продажі книги та кількість переглядів фільму на Netflix різко зросли. Згідно з повідомленням Freedom House у липні 2024 року, книгу Hillbilly Elegy кандидата у віце-президенти США від Республіканської партії на китайській цифровій платформі для читання WeChat Reading, було видалено з платформи.

## Продовження
У 2017 році Венс підписав угоду на 8 мільйонів доларів на написання сиквелу «Сільської елегії».

## Переклади
Українською мовою мемуари було видано видавництвом «Анетти Антоненко».